# Kostel svatého Martina (Jámy)
Kostel svatého Martina v Jámách je kostel z roku 1792, stojící na místě původního kostela, jehož historie sahala až před rok 1638.

## Historie
Odkaz jednoho zlatého k jamskému záduší, zapsaný v roce 1643 na gruntě Jana Macáka, je pravděpodobně nejstarší písemnou zprávou o jamském kostele. Poněvadž v klášterních análech není o stavbě kostela v Jamách žádná zpráva, byl zřejmě vybudován za Ditrichštejnů, tedy před rokem 1638. Když zakladatel farní kroniky pátral po datu postavení původního kostela, zjistil, že kostel byl v době, kdy se v Jamách konaly bohoslužby jen každou třetí neděli, vykraden. Zloději nenašli žádné cennosti, pouze nějaké písemnosti, které roztrhali a rozházeli po hřbitově. Jejich zkázu dovršil déšť. Proto se v roce 1784 již nepodařilo doložit datum stavby kostela. Původní kostel měl zděnou sakristii, 1 oltář, dřevěný kněžský kůr, kazatelna 3 zvony. Výprava kostela byla prostá. Byla zde schránka se sv. ostatky, měděný vyzlacený kalich s patenou, 2 kasuly se štolami a manipuly, bursa s pallou, velum na kalich, 2 polštářky na mešní knihu, alby, humerál, cingulum, 4 ubrusy, korporál, purifikatorium, 6 podložních roušek a některé další drobné vybavení. Jmění kostela tvořily jen malé odkazy na třech domech. Varhany, sloužící do roku 1907, nesly letopočet 1760.
Kostel byl filiální, služby boží v Jamách sloužil žďárský kaplan každou třetí neděli. Do roku 1691 měli údajně farníci dokonce povolení, aby mohli sami pohřbívat mrtvé. Podle kroniky byla rakev uložena a částečně zasypána, církevní obřad pak proběhl až při nejbližší cestě kněze do Jam.

### Stavba kostela a zřízení farnosti
Po zrušení kláštera zřídil náboženský fond v roce 1784 v Jamách lokalii, v níž zajišťoval služby boží kaplan Florián Málek. To vedlo v roce 1792 ke stavbě nového kostela z pevného materiálu. Stojí na místě starého a je to jednolodní orientovaná budova 30 m dlouhá, 10 m široká a 17 m vysoká, v kněžišti klenutá a má jeden oltář. Věž 22 m vysoká byla přistavěna nad vchodem do kostela. V roce 1812 byl z milodarů opraven a znovu pokryt šindelem. Rovněž byl opraven oltář, věžní hodiny a varhany. Byl instalován „umíráček“. Starý hřbitov u kostela se zrušil a založil nový na horním konci vesnice. Dubové kostelní lavice a varhany byly přeneseny z kostela zelenohorského po zrušení kláštera. V roce 1847 získal kostel od knížete Františka z Ditrichštejna obraz patrona kostela svatého Martina od vídeňského malíře Töpela v ceně 400 zlatých konvenční měny. Stará obecní kronika zaznamenala, že obraz bez rámu přivezl z Vídně Jan Dvořák z č. 9, 19. října 1847 byl obraz za přítomnosti vrchního žďárského panství postaven na oltář a 24. října posvěcen. V roce 1851 se pořídila z milodarů malovaná křížová cesta. V roce 1853 byly pořízeny vedle bohoslužebných rouch různé kostelní hudební nástroje. V této době byly na věži 4 zvony, tři pravděpodobně přenesené odjinud, čtvrtý litý přímo pro Jámy. První, třinácticentový, měl nápis Léta Páně 1530 byl tento zvon vyslán ke cti a chvále Pánu Bohu. Druhý (poledňák), těžký 6 centů, Mater Dei miserere. Ad honorem Sti Michaelis 1536. Třetí o váze 3 centy Verbum Domini manel in aeternum, a čtvrtý s nápisem Sancta Maria, Ste Martine et omnes Sancti orate pro nobis. Velký zvon byl údajně původně majetkem kostela v Zámku Žďáře.
Ve špatném stavu nalezl faru i kostel farář František Šrámek při svém příchodu do Jam. V kronice si postěžoval, že nemá naději na zlepšení situace vzhledem k úmrtí knížete Ditrichštejna, velikomyslného patrona našeho, právě nyní v neblahých poměrech patronátních, an se posud neví, komu panství připadne. V roce 1863 opravil podučitel Jan Hron z Nového Veselí, samouk, za 50 zl. varhany podle faráře tak dobře, že by si odborník za tuto práci účtoval nejméně čtyřnásobek.
V roce 1868 byla jamská lokalie povýšena na farnost. To vedlo k provedení rozsáhlejších úprav kostela, které zajišťoval farář Václav Bezděk, působící v Jamách od roku 1878. Vedle úprav starého hřbitova a vysázení nových stromů byly prolámány nové dveře do sakristie, cihelná podlaha nahrazena prkennou, v roce 1884 pak byl naproti bočním dveřím kostela postaven nový oltář P. Marie Karmelské podle návrhu architekta Barvitia se soškami sv. Josefa a sv. Anny. K tomuto oltáři se každoročně konala mariánská pouť v neděli po 16. červenci. Opraveny byly také varhany a v kostele i sakristii provedena ventilace. Před oslavami stého výročí jamského kostela, které za účasti několika farářů z okolí proběhly 17. července 1892, byl kostel malířem Víškem z Ústí nad Orlicí za pomoci místních farníků vymalován. Dne 22. května 1894 během večerní májové pobožnosti udeřil blesk do kostelní věže. Poškodil varhany a strop pod kruchtou, na níž na štěstí nikdo nebyl. Rok na to byla věž a střecha kostela pobita pozinkovaným plechem a opatřen hromosvodem. V roce 1907 byly nákladem 3100 K zakoupeny od firmy Tuček z Kutné Hory nové varhany. Další opravy se kostelní věž dočkala v roce 1908. V roce 1912 byly na věži instalovány nové věžní hodiny. Podle rozhodnutí obecního zastupitelstva měly být zakoupeny od firmy Moravus v Brně, předseda kostelního konkurenčního výboru však zajistil jejich koupi v Praze.
Ve světové válce byly všechny zvony až na „poledník“ zrekvírovány. Dne 16. května 1917 se rozhlaholily na rozloučenou. Dne 28. července byl odebrán i umíráček. Dostalo se za něho náhrady 2 564,- korun ve válečné půjčce. Nové zvony byly opatřeny v roce 1924 a dodala je firma Diepold z Prahy.
Důkladné opravy prodělal kostel v roce 1947, kdy MNV dal souhlas s vykácením starých lip kolem kostela, jejichž kořeny sahaly až pod dlažbu. Svépomocí občanů byl stržen strop, okopána vnější omítka, vytrhána dlažba a demontována deska oltáře. Byl pořízen nový strop chrámu, který hrozil již delší dobu sesutím a zabudována a nová okna s barevnými skly. Oprava byla hrazena ze sbírky organizované mezi občany. V roce 1975 byl vnitřek kostela vymalován, vyměněna dlažba, obloženy stěny, pozlaceny sochy a oltář a vyměněna báň na věži kostela. V roce 1979 byla pak provedena generální oprava varhan. Další stavební úpravy proběhly v roce 1995, kdy byla provedena rekonstrukce krovu, střecha opatřena měděným plechem, byla stržena konstrukce věže, zhotovena nová a opatřena měděným plechem. Náklady na opravu byly hrazeny ze sbírek mezi občany a příspěvku obce Jámy. Veškeré dřevo darovali občané - majitelé lesa a obec z obecního lesa. Poslední úpravou kostela byla v roce 1999 plynofikace a v roce 2010 oprava fasády a stropu.

## Hřbitov
Hřbitov je všem přifařeným obcím společný a jsou na něm pochování mimo jiných senátor Karel Sáblík ze Slavkovic, notář Fr. Starý, legionář Jan Beneš ze Slavkovic.

## Jamské matriky
Jamské matriky, samostatná pro narozené, oddané a zemřelé, jsou vedeny od roku 1784 pro lokalii, jejíž obvod tvořily Jámy, Hlinné, Slavkovice a Veselíčko. Nejstarší zápis v matrice narozených pochází z 22. listopadu 1784, kdy byla pokřtěna Kateřina, dcera domkáře Simona Svatoně a jeho manželky Viktorie z Jam č. 34. Křtil ji místní kaplan Florián Málek. Stejné rodiny se týká i nejstarší zápis v matrice oddaných, když si 11. listopadu 1784 bral čtyřicetiletý vdovec Jan Svatoň třicetiletou Markétu. Nejstarší zápis v úmrtní matrice je ze 14. listopadu 1784, kdy zemřela Tereza Šiklová z č. 4. Matriky tedy dokazují, že lokalie, v Jamách, oficiálně zřízená 22. října, zahájila činnost v listopadu 1784.